# Kurirtåg
Kurirtåg var en typ av snabba tåg. De första kurirtågen inrättades 1885. Bestämmelserna för tågen gavs i cirkulär nr 853, utfärdat 26 maj 1885 av kungliga järnvägsstyrelsen. De första kurirtågen gick mellan Stockholm och Malmö från juni-augusti. Tågen medförde endast resande, resgods och post. Den minsta tillåtna sträckan en resenär kunde köpa biljett för var 75 km, och avstigning på mellanstationerna kunde bara ske där tåget stannade för påfyllning av vatten och kol. Kurirtågens huvuduppgift var att ansluta till ångbåt Stralsund – Malmö, och skapa en snabb förbindelse mellan Stockholm och Berlin.